# William Kaelin
William G. Kaelin Jr. (* 23. listopadu 1957) je americký onkolog, profesor medicíny na Harvardově univerzitě a laureát Nobelovy ceny za fyziologii nebo lékařství v roce 2019. Jeho laboratoř se zabývá proteiny potlačujícími Tumor supresorový gen. Kaelin je také držitelem ceny Lasker Award, ASCO, ASCO Science of Oncology Award a AACR Princess Takamatsu Award. V roce 2019 obdržel společně s Peterem Ratcliffem a Greggem Semenzou Nobelovu cenu za fyziologii nebo lékařství za objev způsobu, jak buňky vnímají a přizpůsobují se dostupnosti kyslíku.

## Život
William Kaelin do roku 1982 studoval v oboru matematiky a chemie Dukeovu univerzitu. Následně pracoval v laboratoři lékaře Davida Livingstona, kde zaznamenal své první úspěchy při studiu retinoblastomu. V roce 1992 si založil vlastní laboratoř, ve které zkoumal dědičné formy rakoviny, jako Von Hippel-Lindauovu chorobu. Roku 2002 se stal profesorem na lékařské fakultě Harvardovy univerzity.
V roce 2008 se Kaelin stal asistentem ředitele Dan–Farberovova rakovinového institutu. Jeho výzkum se v této instituci zaměřil především na pochopení úlohy mutací v nádorových supresorových genech při vývoji rakoviny. Jeho hlavní vědecké práce pojednávaly o genech pro potlačování nádorů retinoblastomu, Von Hippel–Lindauově chorobě a nádorovém proteinu p53. Jeho výzkum financovaly Národní zdravotnický institut, American Cancer Society, Doris Duke Charitable Foundation a další instituce. Působí jako člen správní rady Eli Lilly and Company a vědeckého poradního výboru Stand Up to Cancer.
Od roku 1988 byl ženatý s lékařkou Carolyn Kaelinovou až do její smrti na rakovinu v roce 2015. Měli spolu dvě děti.

## Výzkum

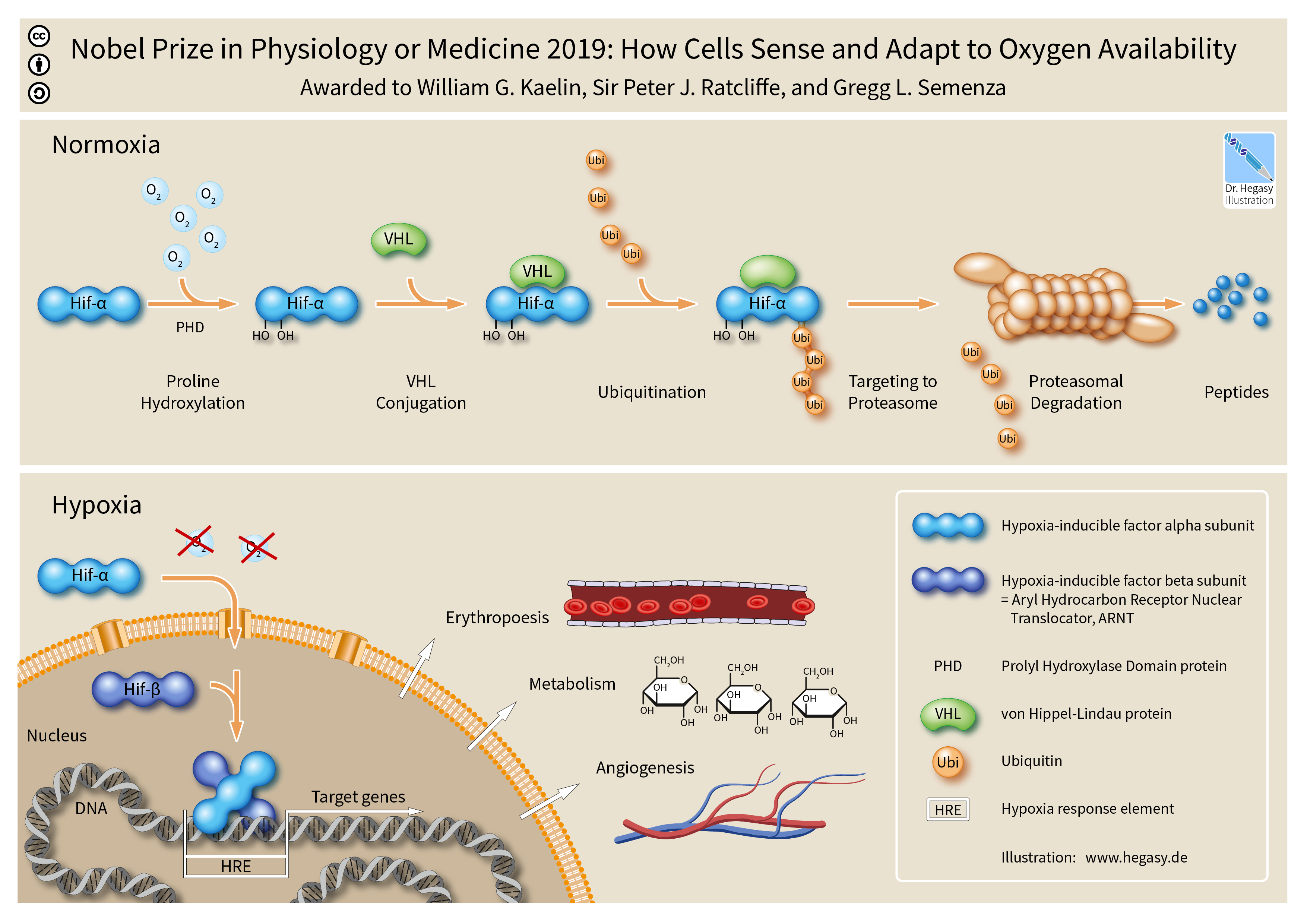
Ilustrace toho, jak buňky vnímají a přizpůsobují se dostupnosti kyslíku

Po postgraduálním studiu Kaelin v roce 1992 založil laboratoř v Dan-Farberově institutu, aby pokračoval ve výzkumu suprese nádorů. Zabýval se především Von Hippel-Lindauovu chorobu (VHL). Bylo známo, že nádory VHL zapříčiněné genovou mutací jsou angiogenní a způsobují, že krevní cévy vylučují erythropoetin (EPO), což je hormon, o kterém je známo, že je součástí mechanismu těla a reaguje na hypoxii nebo nízkou hladinu kyslíku v krvi. Kaelin předpokládal, že může existovat souvislost mezi tvorbou nádorů VHL a neschopností těla detekovat kyslík. Jeho výzkum zjistil, že v oblastech výskytu VHL jsou geny exprimovány jako kritický protein v procesu EPO, ale je v nich potlačená mutace. Tento výsledek byl v souladu s prací Petera Ratcliffea a Gregga Semenzy, kteří identifikovali dvoudílný protein, faktory indukující hypoxii (HIF), které jsou nezbytné pro produkci EPO a které jsou vyvolávány hladinou kyslíku v krvi. Kaelinova práce zjistila, že protein VHL pomáhá regulovat HIF, a u subjektů, kde proteiny VHL nejsou přítomny, HIF produkuje EPO a vede tak k rakovině. Kombinovaná práce Kaelina, Ratcliffea a Semenzy objevila, jak buňky detekují a reagují na hladinu kyslíku v krvi, a vedla k vývoji léků, které pomáhají pacientům s anémií a selháním ledvin.

## Vybraná ocenění
- NIH Physician-Scientist Award (1990)[2]
- Richard and Hinda Rosenthal Foundation Award, AACR (2006)[12]
- Doris Duke Distinguished Clinical Investigator Award (2006)[13]
- Duke University School of Medicine Distinguished Alumni Award (2007)[14]
- Členství v Lékařském institutu (2007)[15]
- Canada Gairdner International Award (2010)[16]
- Členství v Národní akademie věd Spojených států amerických (2010)[17]
- Stanley J. Korsmeyer Award (2012)[18]
- The Scientific Grand Prize of the Lefoulon-Delalande Foundation (2012)[19]
- Steven C. Beering Award (2014)[20]
- Wiley Prize in Biomedical Sciences (2014)[21]
- Členství v AACR Academy (2014)[22]
- Science of Oncology Award, ASCO (2016)[23]
- Princess Takamatsu Award, AACR (2016)[24]
- Albert Lasker Award for Basic Medical Research společně s Peterem Ratcliffem a Greggem Semenzou (2016)[25]
- Massry Prize (2018)[26]
- Nobelova cena za fyziologii nebo lékařství společně s Peterem Ratcliffem a Greggem Semenzou (2019) „za objev způsobu, jak buňky vnímají a přizpůsobují se dostupnosti kyslíku”.[3]